# Wolfe Creek

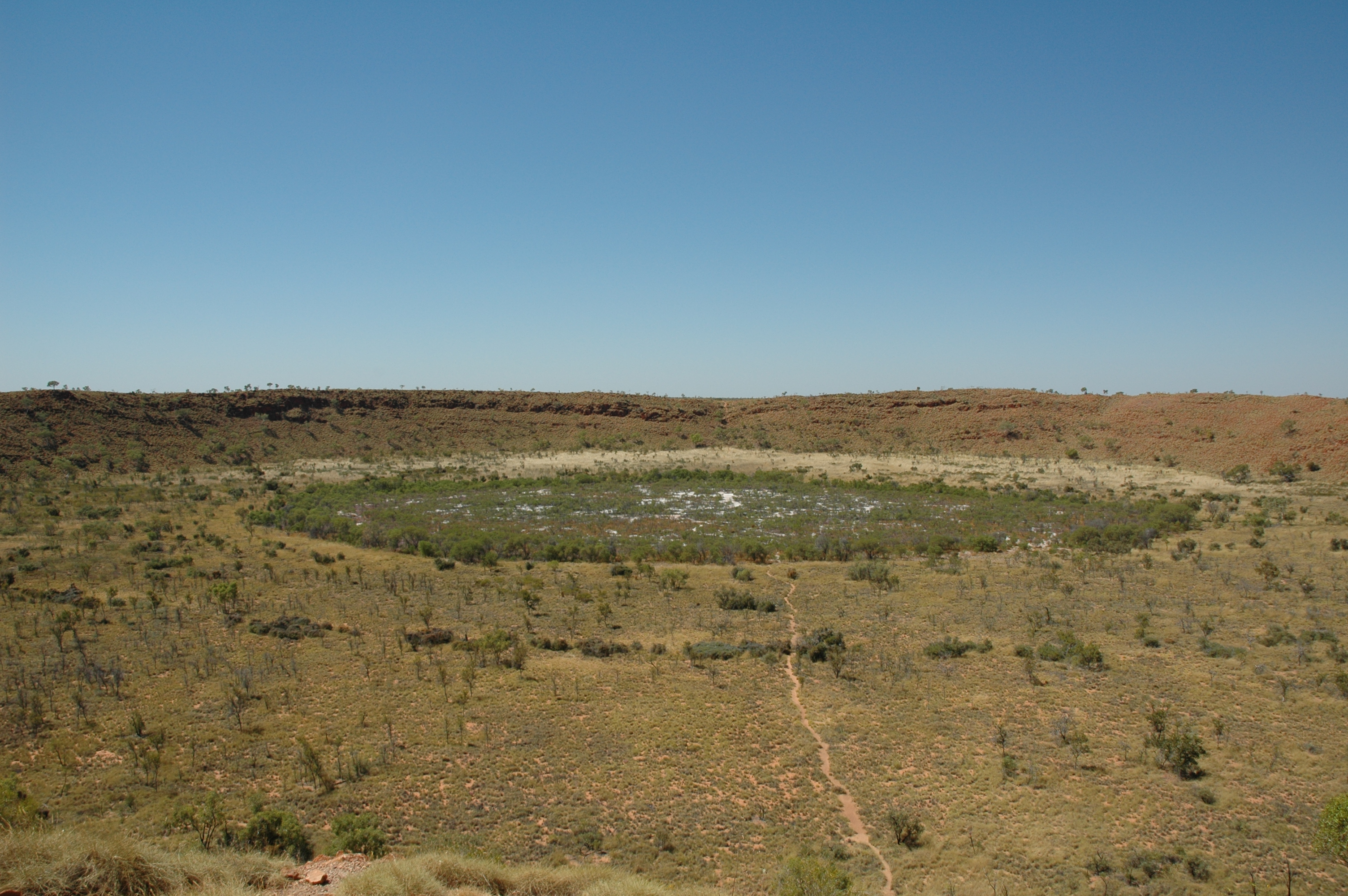
Impaktní kráter Wolfe Creek v Západní Austrálii

Wolfe Creek (anglicky Wolfe Creek Crater) se nachází v severní části Západní Austrálie, největšího spolkového státu Australského společenství, 1854 km severovýchodně od západoaustralské metropole Perthu. Impaktní kráter leží 145 km jižně od města Halls Creek a je zároveň středem chráněného území, vyhlášeného pod názvem Národní park Meteoritický kráter Wolfe Creek (oficiální anglický název parku je Wolfe Creek Meteorite Crater National Park).

## Objev a pojmenování kráteru

### Geologický průzkum
Kráter byl objeven v roce 1947 při leteckém průzkumu daného území. V následujícím roce kráter navštívili, prozkoumali a popsali členové australské geologické expedice. Anglické jméno kráteru je odvozeno od názvu nedalekého potoka, pojmenovaném podle Roberta Wolfa, který do kraje přišel jako prospektor v době zlaté horečky v 80. letech 19. století.

### Domorodé pověsti
Již od pradávna byl kráter znám původním obyvatelům tohoto území – Austrálcům z kmene Djaru (Jaru), kteří tento přírodní útvar označovali jménem Kandimalal. Podle mýtů z Času snění (anglický termín Dreamtime) místní potoky, pojmenované anglicky hovořícími osadníky Wolfe Creek a Sturt Creek, vytvořili při plazení krajinou dva duhoví hadi, přičemž jeden z těchto hadů se vynořil ze dna zmíněného kráteru. Byla zaznamenána další pověst o tom, že jednoho dne, když dorůstal měsíc, se objevila pohybující se hvězda, která se rozpálila a spadla na zem. Nastal obrovský záblesk a výbuch a zvedla se oblaka prachu. Lidé se dlouho báli k tomu místu přiblížit.

## Popis

### Vznik a tvar kráteru
Kráter má téměř pravidelný kruhový tvar o průměru 860 – 875 metrů. Výškový rozdíl mezi horní hranou stěny kráteru a jeho dnem je cca 60 metrů. Původně byl tento rozdíl mnohem větší,dosahoval až 120 metrů, kráter se však v průběhu staletí postupně zaplnil navátým prachem a pískem. Podle výpočtů meteorit, který v tomto místě dopadl na Zemi, mohl vážit více než 50 000 tun a pohyboval se rychlostí 15 kilometrů za sekundu, což je rychlost, při které by bylo možno přeletět území Austrálie během pěti minut.

### Geologická charakteristika
Na základě vědeckého zkoumání bylo stáří kráteru určeno na zhruba 300 000 let, což odpovídá v geologické terminologii období pleistocénu, nejstaršímu období čtvrtohor. Z archeologického hlediska lze dobu vzniku kráteru zařadit do éry paleolitu.
Dopadem meteoritu bylo porušeno zdejší horninové podloží, tvořené kvarcitem a pokryté vrstvou lateritu, což potvrzují stopy na vnitřní straně kráteru. Na vnitřních stěnách i na dně kráteru lze najít úlomky meteoritu, některé z nich jsou zatavené v lateritovém příkrovu. Základním prvkem, z nichž se tyto pozůstatky meteoritu skládají, je železo; z mineralogického hlediska se jedná o oktaedrit typu IIIAB. Po Barringerově kráteru v oblasti Colorado Plateau (Arizona, USA) je Wolfe Creek druhým největším kráterem na světě, v němž byly nalezeny úlomky meteoritu, a který je relativně málo poznamenán erozí.

## Život v kráteru
Složení půdy a mikroklima uvnitř kráteru je odlišné od okolní pouště. V průběhu tisíciletí se zde vytvořil specifický ekosystém, zahrnující též vegetaci včetně vzrostlých stromů. V těchto porostech nacházejí obživu nejen drobní ptáci z čeledi kystráčkovitých, ale i velcí papoušci kakadu inka. Ve skalnatém terénu je možné potkat ještěrku druhu Ctenophorus caudicinctus , vzácně lze spatřit i klokana rudého. 

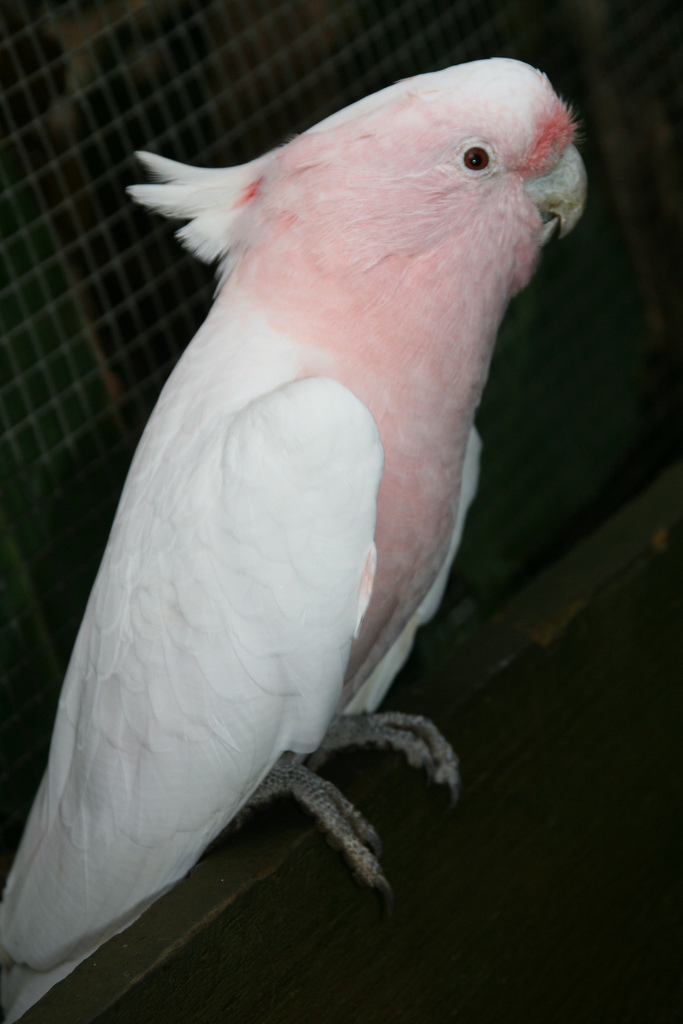
Kakadu inka (angl. Major Mitchell's Cockatoo), žijící na dně kráteru
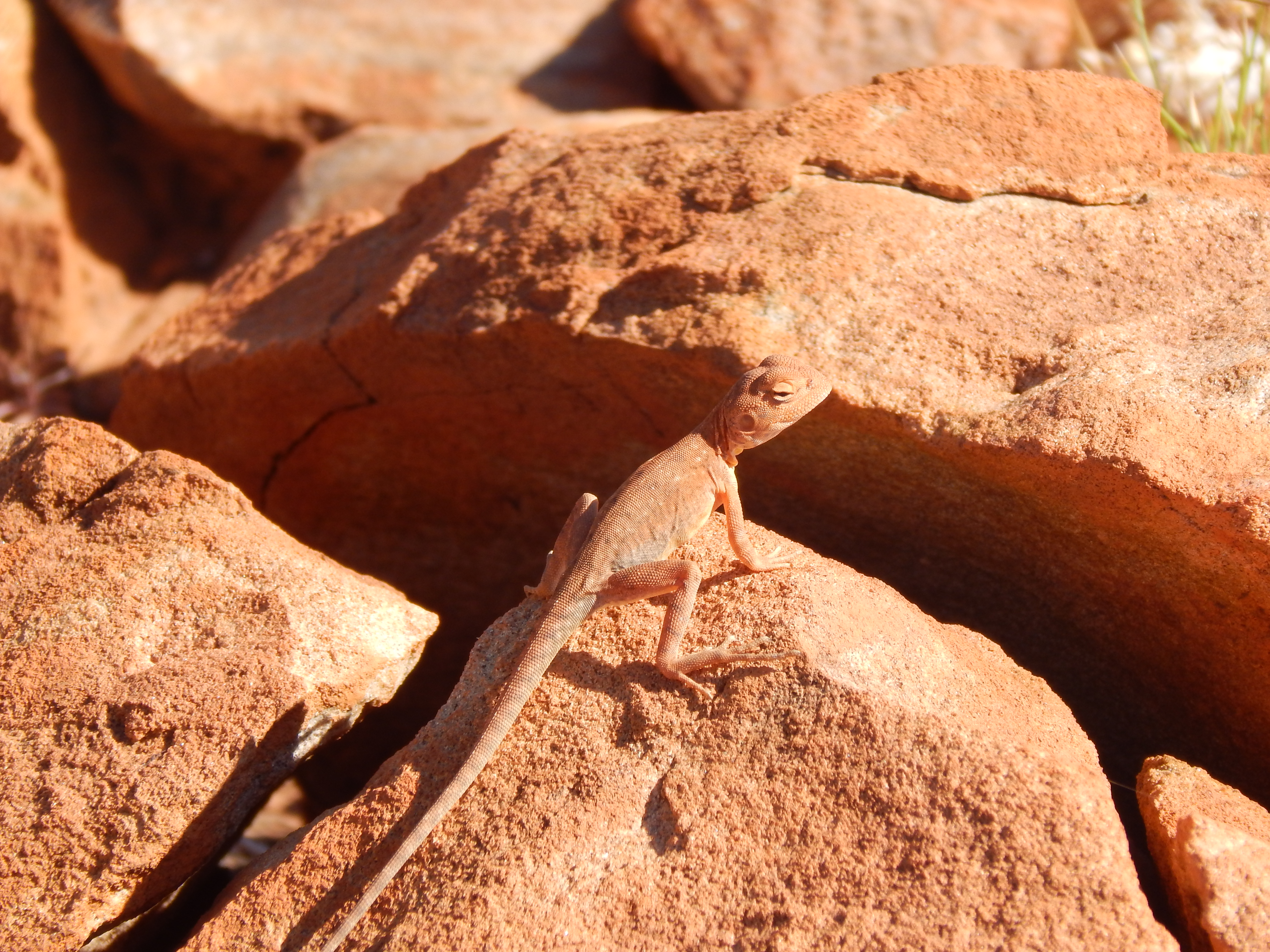
Ještěrka Ctenophorus caudicinctus v kráteru Wolfe Creek
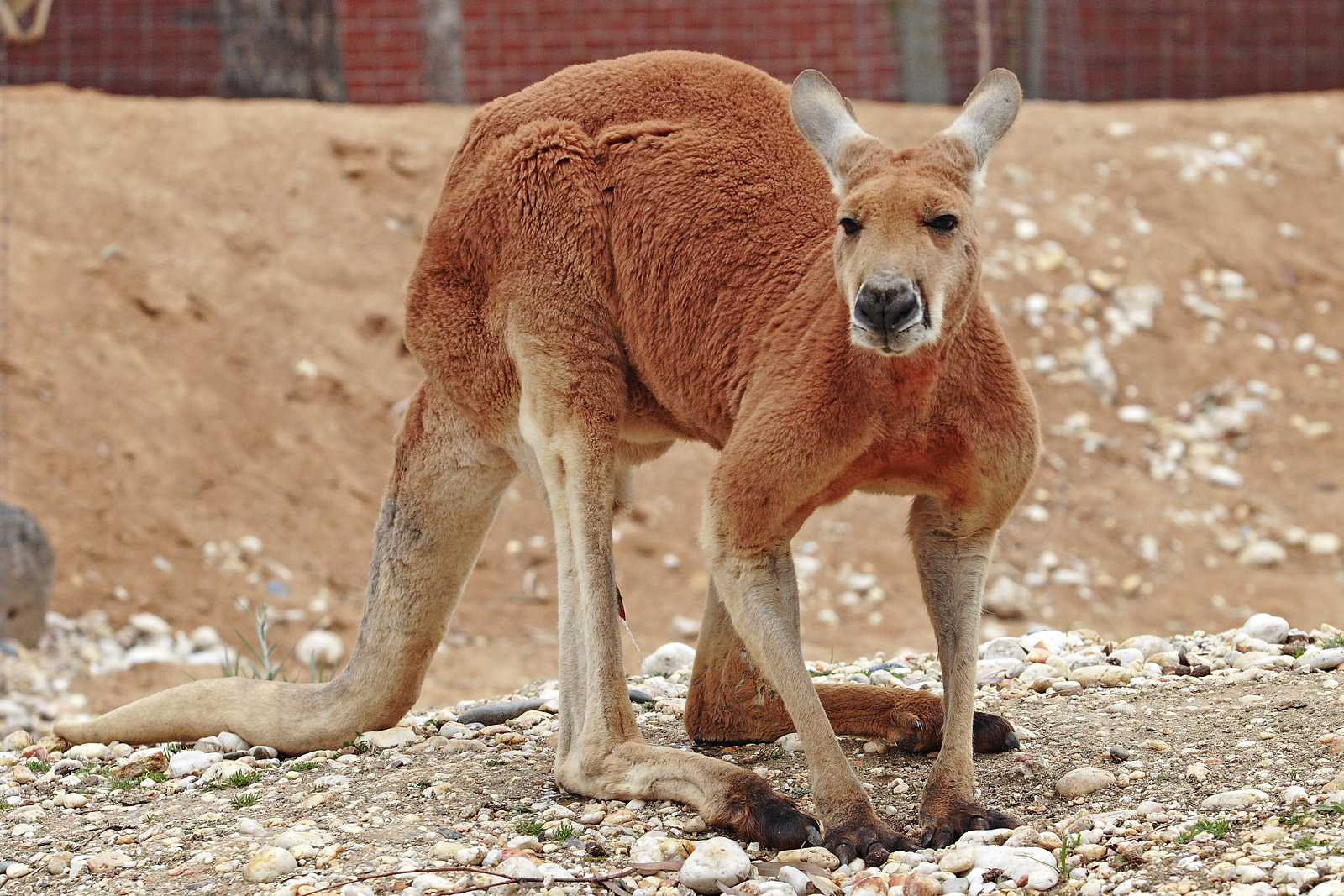
Klokan rudý v zoologické zahradě v australském Melbourne
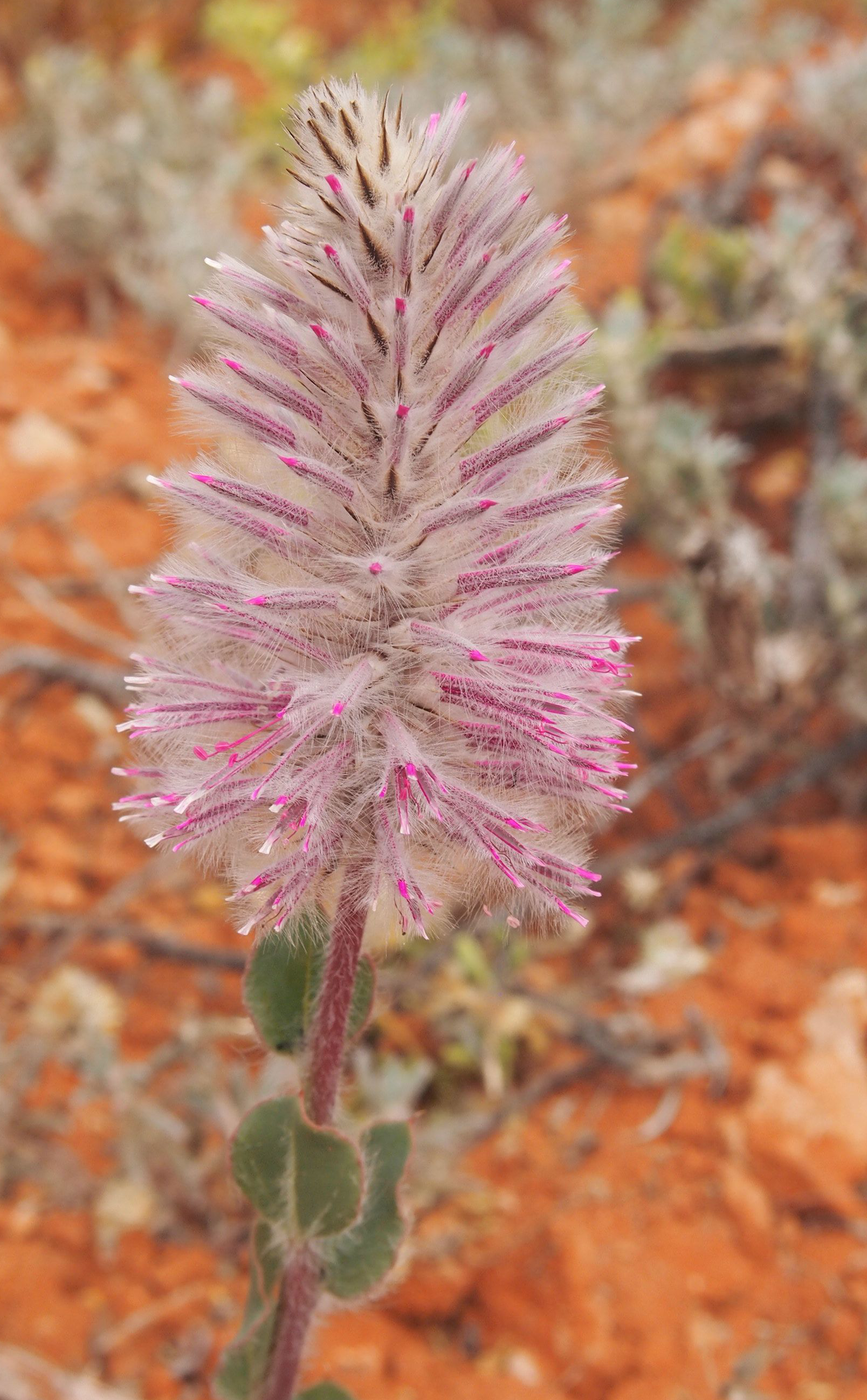
Květ rostliny Ptilotus exaltatus, přezdívané "Mulla Mulla"

## Dostupnost
Ke kráteru lze dojet z Halls Creeku po Tanami Road, směřující z města na jih, což představuje zhruba 2 – 3 hodiny jízdy autem. Od parkoviště na vrchol hrany kráteru je zapotřebí ujít asi 200 metrů. Výstup ve skalním terénu je poměrně náročný. Sestup do kráteru není povolen, a to jak z důvodu bezpečnosti návštěvníků, tak i kvůli ochraně živočichů, kteří zde žijí. Nejvhodnější doba k návštěvě je od května do října, kdy je vcelku stabilní a nepříliš horké počasí. Na cestu je třeba se vybavit dostatečnou zásobou pitné vody, neboť v okolí kráteru neexistují žádné vodní zdroje.

## Zajímavost
Vedoucím vědecké výpravy, která v roce 1948 zkoumala kráter Wolfe Creek, byl australský spisovatel Arthur Upfield, autor románů s hlavním hrdinou, detektivním inspektorem – míšencem jménem Napoleon Bonaparte. Poznatky z průzkumu kráteru využil Arthur Upfield ve svém díle The Will of the Tribe, vydaném v roce 1962 (v ČSSR vyšlo slovensky pod názvem Vôľa kmeňa v roce 1988).